# Pistozaur
Pistosaurus (z gr. „ciekły jaszczur”) – rodzaj morskiego gada, żyjącego w środkowym triasie (ladyn, około 230 milionów lat temu). Najprawdopodobniej był formą przejściową między notozaurami a plezjozaurami. Do dziś naukowcy nie są zgodni, czy należy go zaliczać do pierwszej, czy drugiej grupy zwierząt. Jego szczątki odkryto na terenie Europy (Francja i Niemcy) oraz Ameryki Północnej. Wskazuje to na jego szerokie rozprzestrzenienie w świecie, po obu stronach ówczesnego superkontynentu Pangei.
Było to zwierzę o mierzącym 2 metry, opływowym ciele, przypominającym ciało notozaura. Posiadał jednocześnie długą szyję, charakterystyczną dla plezjozaurów. W przeciwieństwie do nich, kręgosłup pistozaura był dość sztywny. W czaszce znajdował się Narząd Jacobsona, służący do wyczuwania zapachu pod wodą. Długie szczęki zaopatrzone były w dużą ilość ostrych zębów.
W związku z charakterem przejściowym zwierzęcia, nie wiemy, czy potrafiło już pływać na sposób plezjozaurów, w pełni wykorzystując płetwowate kończyny, czy też może jego lokomocja przypominała wciąż sposób w jaki pływały notozaury (podobnie do krokodyli).
Jeszcze do niedawna pistozaur stanowił jedyny rodzaj wchodzący w skład rodziny Pistosauridae, ale obecne zalicza się do niej nowo odkryty takson Augustosaurus.